# Фонтрај
Фонтрај (фр. Fontrailles) насеље је и општина у јужној Француској у региону Миди Пирене, у департману Горњи Пиринеји која припада префектури Тарб.
По подацима из 2011. године у општини је живело 140 становника, а густина насељености је износила 15,57 становника/km². Општина се простире на површини од 8,99 km². Налази се на средњој надморској висини од 200 метара (максималној 378 m, а минималној 211 m).

## Демографија
| 1962. | 1968. | 1975. | 1982. | 1990. | 1999. | 2011. |
| ----- | ----- | ----- | ----- | ----- | ----- | ----- |
| 207   | 211   | 172   | 153   | 146   | 147   | 140   |

График промене броја становника у току последњих година